# Rudolf Wassermann
Rudolf Wassermann (* 5. Januar 1925 in Letzlingen; † 13. Juni 2008 in Goslar) war ein deutscher Jurist und Rechtswissenschaftler.

## Leben
Von 1931 bis 1943 ging er in Klötze und Gardelegen zur Schule, die er mit dem Kriegsabitur abschloss. Am 20. Januar 1943 beantragte er die Aufnahme in die NSDAP und wurde zum 20. April desselben Jahres aufgenommen (Mitgliedsnummer 9.571.119). Anschließend musste er Kriegsdienst leisten und war von Mai bis September 1945 in Kriegsgefangenschaft. 1946 holte er in Gardelegen das Abitur nach und studierte anschließend Rechtswissenschaft, Philosophie und Politik in Halle (Saale); später in West-Berlin an der Freien Universität. Die erste juristische Staatsprüfung legte er 1950 in Halle ab.
Den juristischen Vorbereitungsdienst leistete er ab 1951 im Kammergerichtsbezirk Berlin (West), wo er 1955 die zweite juristische Staatsprüfung bestand. Dort trat er auch 1955 in den Richterdienst ein. 1959 wurde er zum Landgerichtsrat ernannt, 1963 wurde er Kammergerichtsrat. 1967 wechselte er ins Bundesministerium der Justiz unter Gustav Heinemann und wurde zum Ministerialrat ernannt. 1968 wurde er Präsident des Landgerichts Frankfurt am Main.
Seine Ernennung zum Präsidenten des Oberlandesgerichts Braunschweig im Jahr 1971 rief öffentliche Proteste hervor: Einerseits wurde es vor Ort sehr kritisch gesehen, dass ein Auswärtiger an die Spitze der Braunschweiger Justiz berufen wurde. Befürchtet wurde vor allem, dass Wassermann, der als SPD-Mitglied für seine Kritik am konservativen Richtertum bekannt war, die richterliche Unabhängigkeit einschränken und sein Amt parteipolitisch instrumentalisieren könnte.
In der Tat galt Wassermann mit seinen vielen rechtspolitischen Äußerungen und Impulsen zur Justizreform bald als einer der bundesweit bekanntesten Oberlandesgerichtspräsidenten. Im Gegensatz zu den anfänglichen Befürchtungen wird jedoch heute betont, dass er das Ansehen der Braunschweiger Justiz nicht unwesentlich mehrte. 1990 wurde er pensioniert, sein Nachfolger wurde Manfred Flotho.
Wassermann war von 1969 bis 1974 zweiter und von 1974 bis 1980 erster Bundesvorsitzender der Arbeitsgemeinschaft sozialdemokratischer Juristen. Von 1976 bis 1990 war er Präsident des Niedersächsischen Landesjustizprüfungsamtes, von 1977 bis 2000 Mitglied des Niedersächsischen Staatsgerichtshofs. Die mittlerweile wieder aufgegebene einstufige Juristenausbildung an der Universität Hannover hat er initiiert und maßgeblich vorangetrieben. Sie wird daher auch als „Wassermann-Modell“ bezeichnet. In der Rechtswissenschaft hat er sich als Gesamtherausgeber der Reihe Alternativkommentare des Luchterhand-Verlages verdient gemacht.
1994 war er einer der Autoren des umstrittenen Sammelbands Die selbstbewusste Nation.

## Veröffentlichungen (Auswahl)
- Erziehung zum Establishment. Juristenausbildung in kritischer Sicht. Karlsruhe 1969.
- Richter, Reform, Gesellschaft. Beiträge zur Erneuerung der Rechtspflege. Karlsruhe 1970.
- Aktionskomitee, Justizreform. Demokratie und Rechtsstaat. Berlin 1970.
- Der politische Richter. München 1972, ISBN 3-492-00309-5.
- Justiz im sozialen Rechtsstaat – Demokratie und Rechtsstaat – Kritische Abhandlungen zur Rechtsstaatlichkeit in der Bundesrepublik. Darmstadt 1974, ISBN 3-472-61168-5.
- Freiheit in der sozialen Demokratie. 4. Rechtspolitischer Kongreß der SPD vom 6. bis 8. Juni 1975 in Düsseldorf. Mit Diether Posser als Hrsg., Karlsruhe 1975.
- Terrorismus contra Rechtsstaat – Demokratie und Rechtsstaat. Kritische Abhandlungen zur Rechtsstaatlichkeit in der Bundesrepublik. als Hrsg., Darmstadt 1976.
- Der soziale Zivilprozeß. Zur Theorie und Praxis des Zivilprozesses im sozialen Rechtsstaat. Berlin 1978.
- Menschen vor Gericht. Eduard Reifferscheid zum 80. Geburtstag. Darmstadt 1979.
- Justiz und Medien. als Hrsg., Darmstadt 1980.
- Kommentar zum Strafvollzugsgesetz. (StVollzG) als Hrsg., Darmstadt 1980.
- Justiz für den Bürger. Herausforderungen, Antworten und Perspektiven. Mit Karl Kohlegger, Gerhard Reischl und Hans-Jochen Vogel, Darmstadt 1981.
- Ist Bonn doch Weimar? Zur Entwicklung der Justiz nach 1945. Neuwied 1983, ISBN 3-472-05101-9.
- Recht und Sprache. Beiträge zu einer bürgerfreundlichen Justiz. Karlsruhe 1983.
- Kontinuität oder Wandel? Konsequenzen aus der NS-Herrschaft für die Entwicklung der Justiz nach 1945. Hannover 1984.
- Der 20. Juli 1944 aus der Sicht des Braunschweiger Remerprozesses. Braunschweig 1984.
- Recht, Gewalt, Widerstand. Vorträge und Aufsätze. Aus der Reihe: Politologische Studien. Berlin 1985.
- Vorsorge für Gerechtigkeit. Rechtspolitik in Theorie und Praxis. Bonn 1985.
- Die richterliche Gewalt. Macht und Verantwortung des Richters in der modernen Gesellschaft. Karlsruhe 1985.
- Ist der Rechtsstaat noch zu retten? Zur Krise des Rechtsbewußtseins in unserer Zeit. Hannover 1985.
- Die Zuschauerdemokratie – Die Herrschaft von Parteien, Gruppen, Hierarchien und Bürokratisierung sowie die Notwendigkeit einer Teilnehmerdemokratie zur Rettung des demokratischen Systems. Düsseldorf 1986.
- Rechtsstaat ohne Rechtsbewußtsein? Hannover 1988.
- Louis Levin – Braunschweiger Oberlandesgerichtspräsident 1922–1930, eine biographische Skizze. Stadtarchiv und Stadtbibliothek Braunschweig 1988.
- Politisch motivierte Gewalt in den modernen Gesellschaft. Hannover 1989.
- Justiz im Wandel der Zeit. Festschrift des Oberlandesgerichts Braunschweig. Braunschweig 1989.
- Auch die Justiz kann aus der Geschichte nicht aussteigen. Studie zur Justizgeschichte. Baden-Baden 1990.
- Ein epochaler Umbruch – Probleme der Wiedervereinigung. Asendorf 1991.
- Im Wind der Veränderung. Politische Essays zur Lage der Nation. Asendorf 1993.
- Deutsche Gerichtsgebäude: von der Dorflinde über den Justizpalast zum Haus des Rechts. Mit Klemens Klemmen und Michael Thomas Wessel, München 1993.
- Gestörtes Gleichgewicht – kritische Essays zu Politik und Recht. Asendorf 1995, ISBN 3-89182-063-1.
- StPO Kommentar zur Strafprozeßordnung, Band 3 §§ 276–477. Als Hrsg. mit Hans Achenbach, Darmstadt 1996.
- Zum Menschenrechtsverständnis in den neuen Bundesländern. Adiuvat 1999.
- Kammergericht soll bleiben. Ein Gang durch die Geschichte des berühmtesten deutschen Gerichts (1468–1945). Berlin 2004.